# Ganggrab im Tarnower Forst
Das Ganggrab im Tarnower Forst (auch Forst Tarnow 1, Herrenholz 1 und Hohe Nonne genannt) ist ein Ost-West-orientiertes Ganggrab im Hünenbett, das 1966 von Adolf Hollnagel (1907–1975) ausgegraben und rekonstruiert wurde. Es trägt die Sprockhoff-Nr. 376. Die Megalithanlage der Trichterbecherkultur (TBK) entstand zwischen 3500 und 2800 v. Chr.

## Lage
Die Anlage liegt bei Tarnow südlich von Bützow und nördlich von Boitin im Landkreis Rostock in Mecklenburg-Vorpommern.

## Beschreibung
Die trapezoide, beschädigte, West-Ost orientierte Kammer war 9,3 m lang und bis zu 2,7 m breit. Sie bestand aus 15 Tragsteinen (8 erhalten) und sechs Decksteinen, von denen vier zumindest bruchstückhaft erhalten sind. Der mittig ansetzende Gang weist nach Süden. Die Kammer hat sechs Quartiere. Die Diele besteht aus Rollsteinen und geglühtem Feuerstein. Ein Deckstein weist 68 Schälchen auf. Das rechteckige Hünenbett umschloss die Kammer eng. Der Gang bestand aus zwei Jochen.

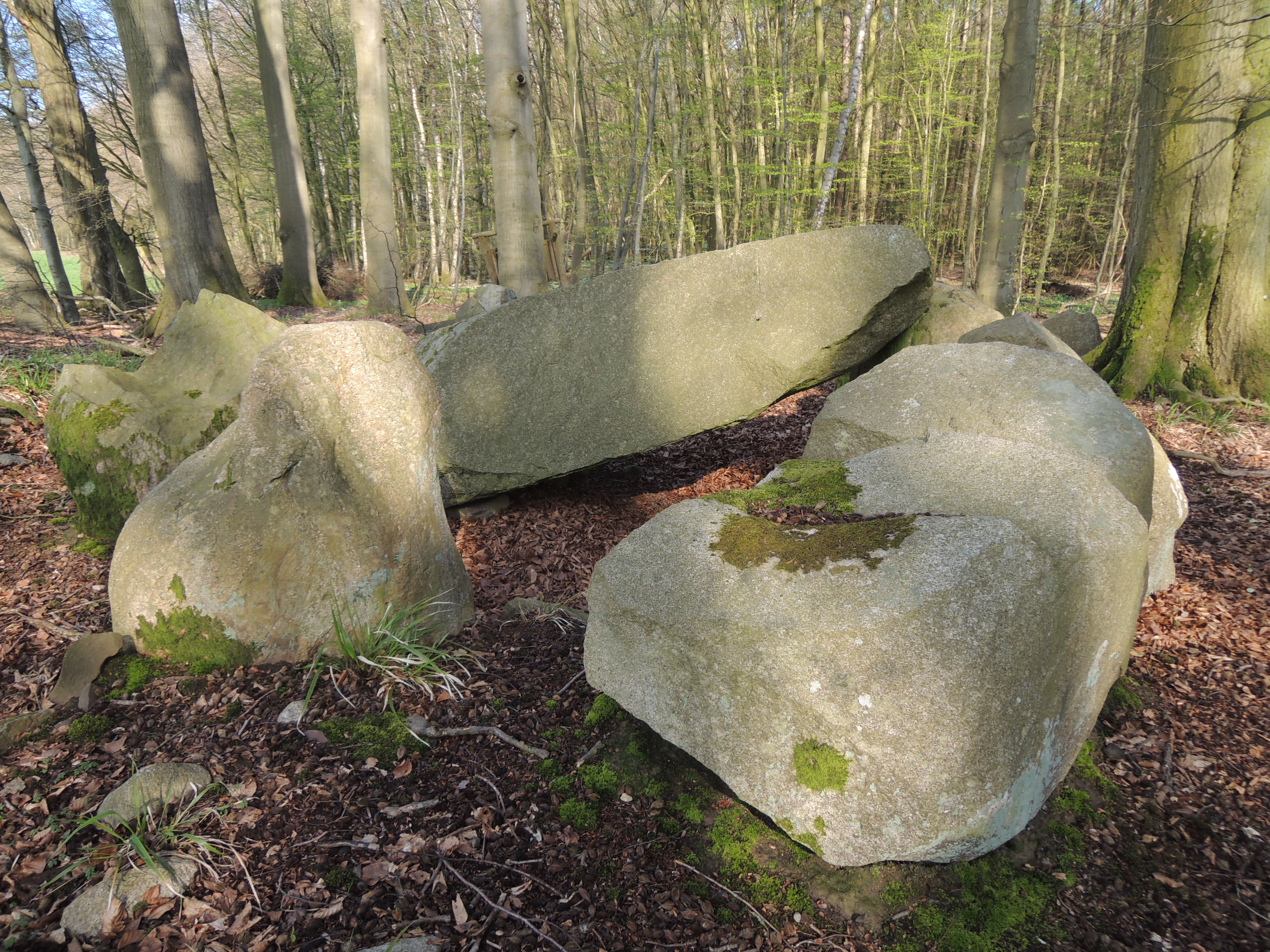
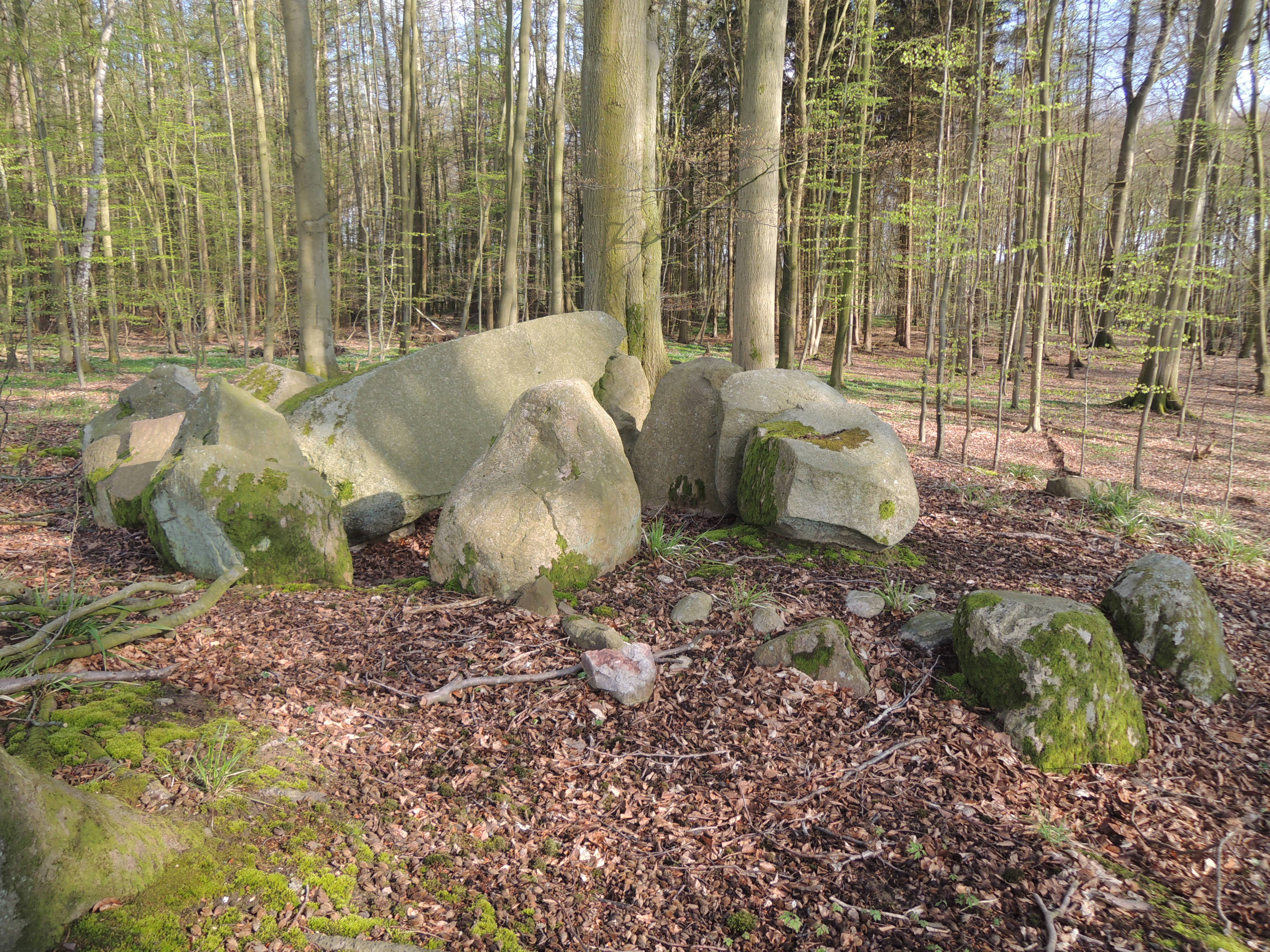
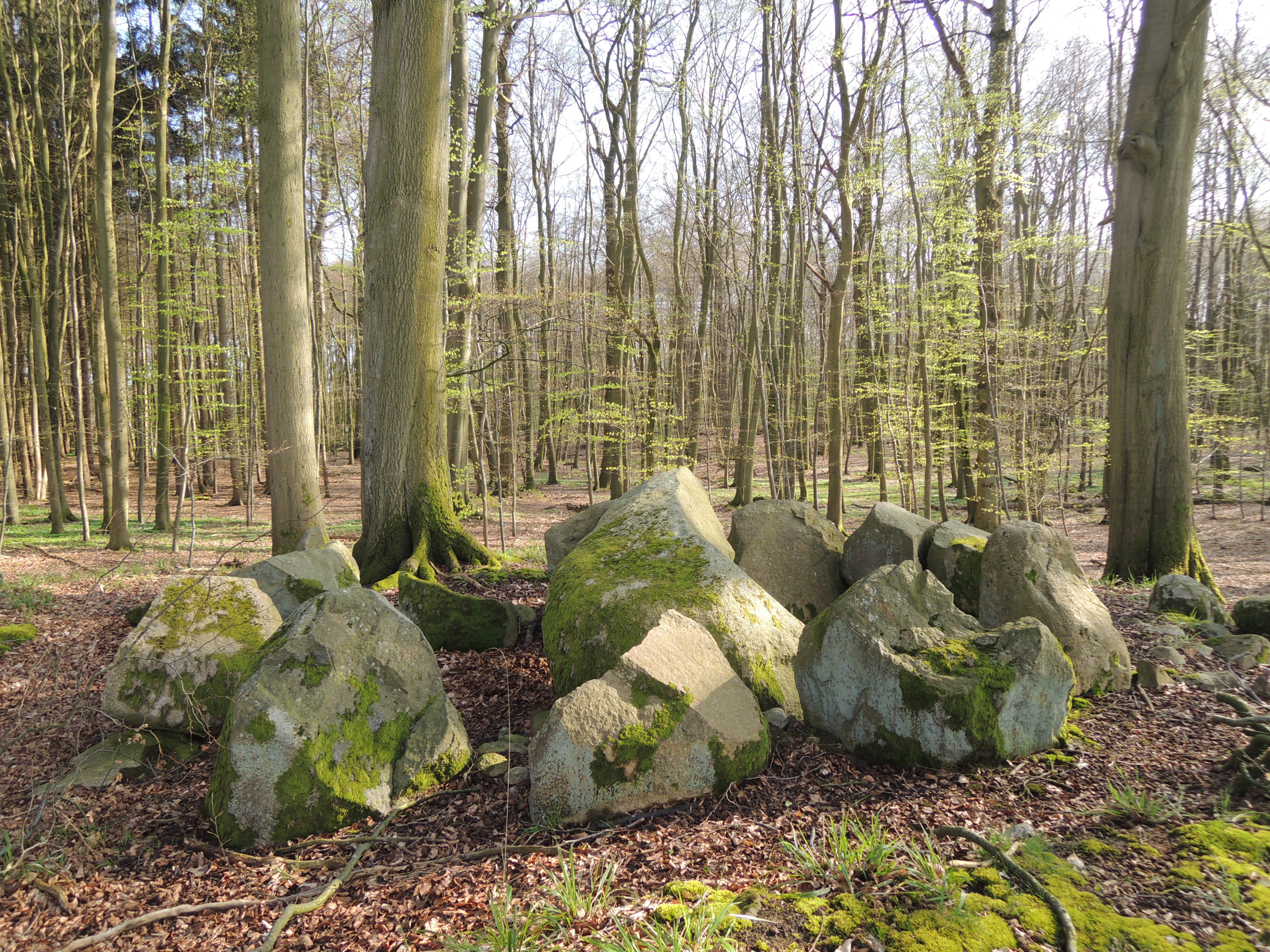

Adolf Hollnagel (1907–1975) stellte eine Nachnutzung durch die Träger der Einzelgrabkultur und der Kugelamphorenkultur fest. Neben tierischen Knochen wurden 256 Scherben gefunden. Zu den Beigaben gehören elf Querschneider, vier Klingen, vier Hohlmeißel, vier Kugelamphoren, drei Schlagsteine, drei hohe Töpfe, eine Amphore, eine Sandsteinscheibe, ein weitmündiges und ein doppelkonisches Gefäß, eine kugelige Schale und eine Schüssel.